# Decibel Audio Player
Pour l’article homonyme, voir Décibel (homonymie).
Decibel Audio Player est un lecteur audio libre écrit en Python dont le but est de fournir un logiciel très sobre et simple d'utilisation pour l'environnement de bureau GNOME. Cette simplicité d'utilisation ne signifie toutefois pas qu'il soit dépourvu de fonctionnalités telles que la gestion d'une collection musicale. L'auteur signale d'ailleurs que richesse en fonctionnalités ne doit pas forcément rimer avec une interface graphique complexe et difficile à appréhender.

## Fonctionnalités
Parmi les fonctionnalités actuelles, on trouve :
- un explorateur de fichier sous forme d'arborescence
- un gestionnaire de collection musicale, capable de gérer autant de collections que nécessaire
- un module de soumission des morceaux écoutés à last.fm
- un module capable de mettre à jour le statut du client de messagerie instantanée de l'utilisateur
- un module permettant de télécharger les pochettes des albums
- un module permettant d'ajouter une icône dans la zone de notification
- un module permettant de mettre à jour votre compte twitter
- un module permettant l'affichage à chaque changement de morceau
- un module permettant de normaliser le volume
- un module permettant de générer un fichier texte selon ce que vous écoutez
- un lecteur de CD audio
- un égaliseur